# Рикшино (Пустошкинський район)
Рикшино (рос. Рыкшино) — присілок в Пустошкинському районі Псковської області Російської Федерації.
Населення становить 19 осіб. Входить до складу муніципального утворення Забєльська волость.

## Історія
Від 2015 року входить до складу муніципального утворення Забєльська волость.

## Населення
| 2002 | 2010 |
| ---- | ---- |
| 30   | ↘19  |